# Provincia di Lamphun
La provincia di Lamphun si trova in Thailandia e fa parte del gruppo regionale della Thailandia del Nord. Si estende per 4.506 km², ha 401.986 abitanti ed il capoluogo è il distretto di Mueang Lamphun. La città principale è Lamphun.

## Geografia antropica

### Suddivisioni amministrative

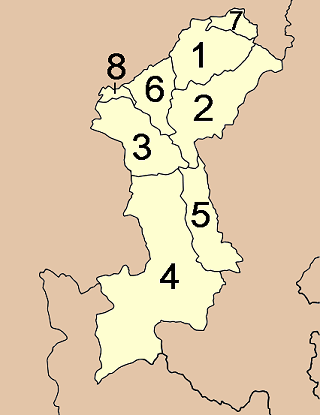
Mappa degli Amphoe

La provincia è suddivisa in 8 distretti (amphoe). Questi a loro volta sono suddivisi in 51 sottodistretti (tambon) e 551 villaggi (muban).
1. Mueang Lamphun
2. Mae Tha
3. Ban Hong
4. Li
5. Thung Hua Chang
6. Pa Sang
7. Ban Thi
8. Wiang Nong Long